# Lightiella
Lightiella is een geslacht van kreeftachtigen uit de klasse van de Cephalocarida (strijkboutkreeftjes).

## Soorten
- Lightiella floridana McLaughlin, 1976
- Lightiella incisa Gooding, 1963
- Lightiella magdalenina Carcupino, Floris, Addis, Castelli & Curini-Galletti, 2006
- Lightiella monniotae Cals & Delamare Deboutteville, 1970
- Lightiella serendipita Jones, 1961